# Konrad Dettmer
Konrad Dettmer (* vor 1940) ist ein deutscher Tischtennis-Nationalspieler mit seinem Leistungszenit in den 1940er und 1950er Jahren. Er wurde deutscher Vizemeister im Doppel.

## Werdegang
Konrad Dettmer begann Anfang der 1940er Jahre mit dem Tischtennissport beim Verein Tischtennisclub Blauweiß Harsum. Mit dessen Herrenmannschaft wurde er mehrfach Meister der Oberliga, der damals höchsten Klasse im deutschen Tischtennis. 1947 gewann er als Erster nach dem Zweiten Weltkrieg die Meisterschaft von Niedersachsen. In den Folgejahren holte er hier noch mehrere Titel. Einige vordere Platzierungen gelangen ihm auch bei den nationalen deutschen Meisterschaften: Im Doppel mit Klaus Willke stand er 1949 im Halbfinale und 1953 im Endspiel, mit Martha Behrens erreichte er 1952 Platz drei im Mixed.
Einmal wurde Konrad Dettmer in die deutsche Nationalmannschaft berufen, und zwar zu einem Freundschaftskampf gegen die USA.
Aus beruflichen Gründen verließ er im Herbst 1952 den Verein Blauweiß Harsum Richtung TTC Salzdetfurth. In den 1980er Jahren trat er für den VfB Bodenburg an.